# Salle du Manège (Louvre)
Pour les articles homonymes, voir Manège.
La salle du Manège au Louvre (salle 405 dans la numérotation des salles du musée du Louvre) est une vaste salle construite sous Napoléon III pour les manifestations équestres de l'écurie impériale. Elle a été ensuite utilisée comme espace d'accueil du public de 1928 à 1989. On y expose depuis des œuvres révélant le lien profond entre la sculpture antique et la sculpture moderne. Elle est ainsi devenue le point de jonction entre le département des Antiquités grecques, étrusques et romaines et le département des Sculptures.

## Histoire et description
Entre 1855 et 1857, l’architecte Hector Lefuel est chargé par Napoléon III de « doubler » l’aile Denon et de concevoir au premier étage, la Salle des États (aujourd’hui salle de la Joconde), pièce importante du nouveau régime impérial puisqu’elle servit de salle d’ouverture des séances législatives jusqu’en 1870. Au-dessous de la Salle des États, au rez-de-chaussée, on aménagea cette salle, dite Salle du Manège, destinée à accueillir les exercices et les manifestations équestres de l’écurie impériale. Elle s'élève à l'emplacement du temple protestant Saint-Louis-du-Louvre, resté en ruine depuis 1811.
Vaste salle de 800 m², elle est organisée en trois nefs couvertes d’une magnifique voûte de briques et de pierre. Cette voûte est soutenue par deux rangées de hautes colonnes, nécessaires pour soutenir la vaste salle des Etats située juste au-dessus. Son décor évoque sa fonction puisque les chapiteaux des colonnes sont sculptés de têtes de chevaux, et d’animaux et attributs de chasse. Les arcs doubleaux sont, quant à eux, ornés au chiffre de Napoléon III.
Les deux extrémités nord et sud de la salle étaient autrefois fermées. Les chevaux accédaient au manège par la grande porte située à l’ouest qui ouvre sur la cour des écuries (aujourd’hui cour Lefuel) par une rampe en forme de fer à cheval, spécialement conçue à cet effet. Au fond de la salle, côté Seine, une tribune en bois permettait aux spectateurs de suivre les exhibitions équestres. Cette tribune est aujourd’hui dans les collections du château de Compiègne.

## Usages successifs
Après la chute du Second Empire, les chevaux désertent le manège impérial et en 1879, la salle est concédée au musée. En 1898, le musée des Moulages s’y installe. Puis, trente ans plus tard, en 1928, la Salle du Manège change une nouvelle fois de fonction. Elle sert désormais d’entrée au musée et devient l’espace d’accueil des visiteurs. Elle occupera cette fonction jusqu’à l’inauguration de la pyramide de Pei en 1989.

Point de jonction entre le département des Antiquités grecques, étrusques et romaines et celui des Sculptures, la salle du Manège abrite aujourd’hui des sculptures antiques issues de collections prestigieuses (collections royales, Borghèse, Mazarin, Richelieu…) mais qui ont été trop restaurées pour figurer au sein des collections antiques du musée. En effet jusqu’au XIXe siècle, on n’admettait pas de laisser dans un état lacunaire les statues découvertes lors de fouilles. On les complétait, les assemblait les unes avec les autres pour obtenir des créations originales.

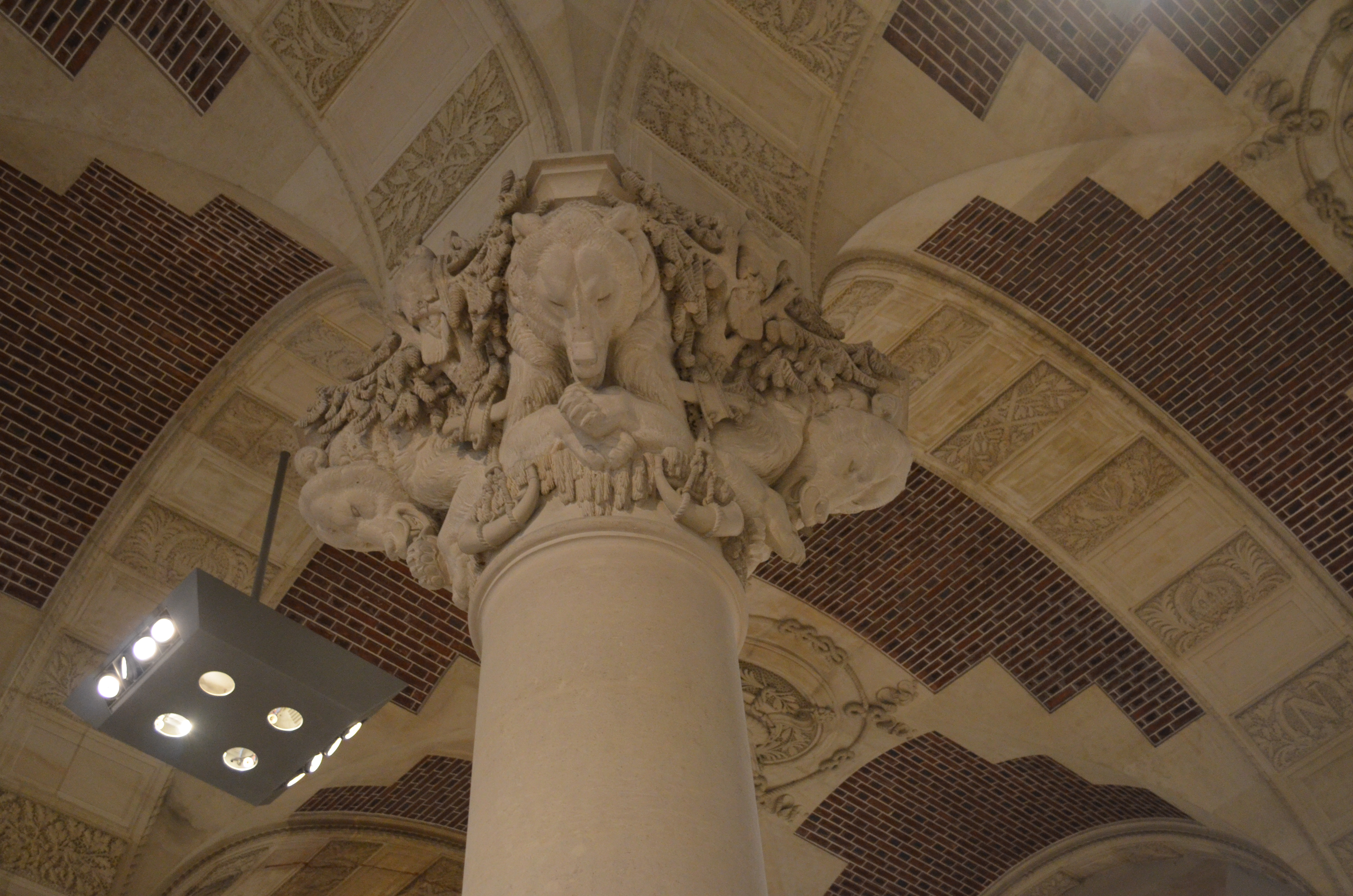
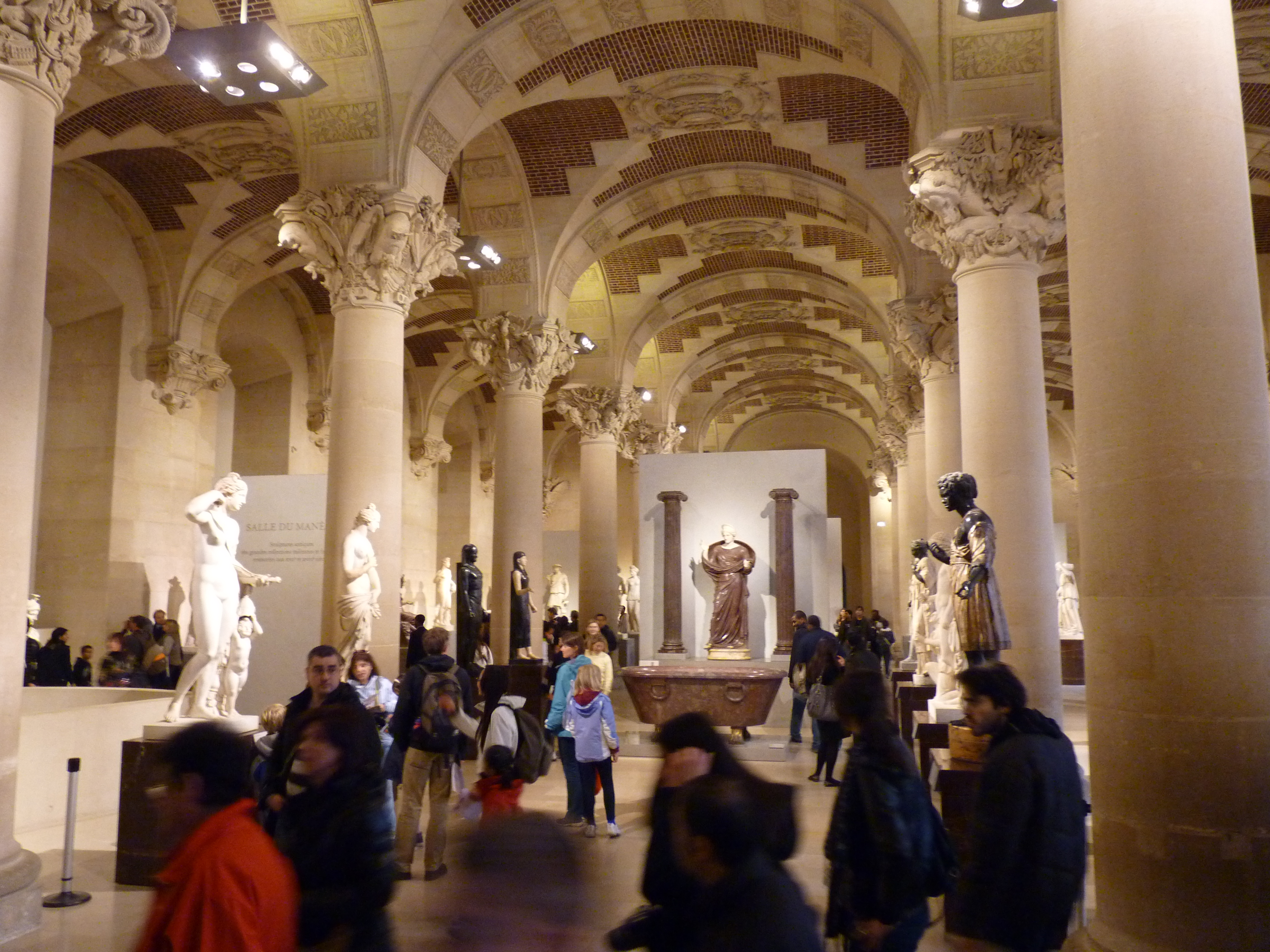
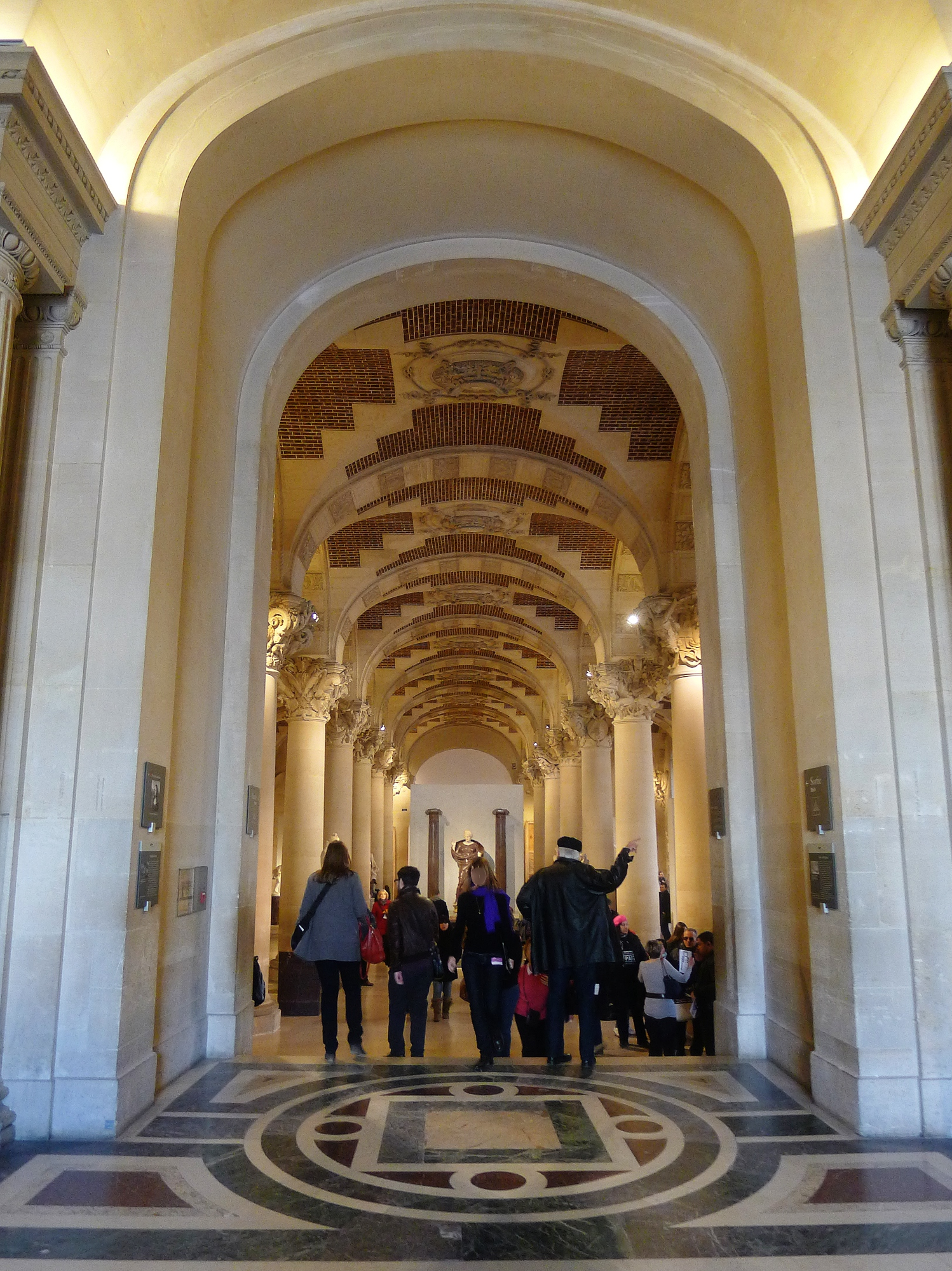
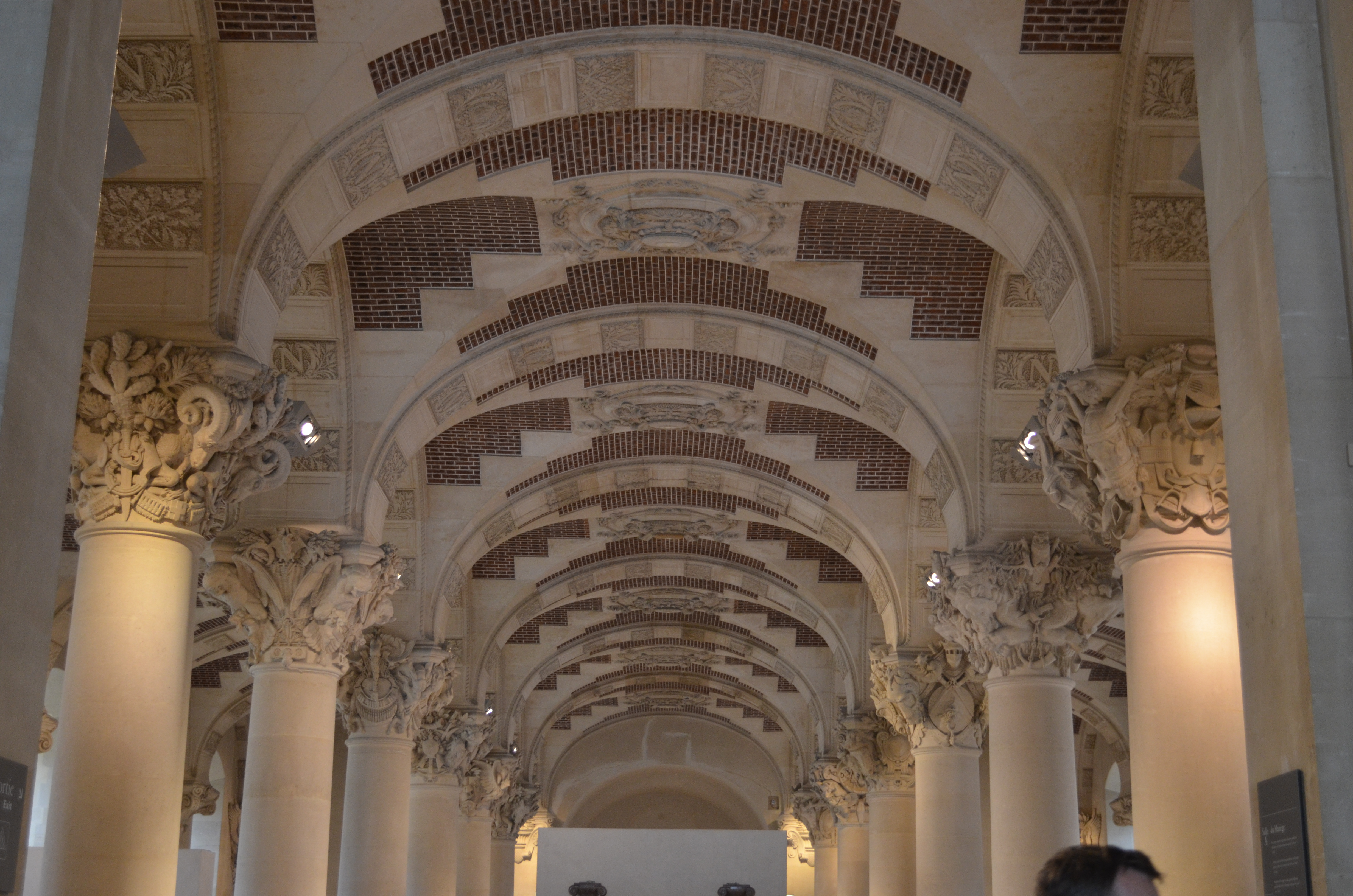